# Bomba gay
"Bomba gay" e "bomba da halitose" são nomes formais para duas armas psicoquímicas não letais que um laboratório de pesquisa da Força Aérea dos Estados Unidos especulou sobre a produção. As teorias envolvem a descarga de feromônios sexuais sobre as forças inimigas, a fim de torná-los sexualmente atraídos um pelo outro.
Em 1994, o Wright Laboratory em Ohio, um antecessor do atual Laboratório de Pesquisa da Força Aérea, produziu uma proposta de três páginas sobre uma variedade de possíveis armas químicas não letais, que mais tarde foi obtida pelo Sunshine Project por meio de um pedido do Freedom of Information Act.

## Contexto
Nenhum estudo científico bem controlado foi publicado sugerindo a possibilidade de feromônios causarem mudanças comportamentais rápidas em humanos.
Alguns anunciantes de spray corporal afirmam que seus produtos contêm feromônios sexuais humanos que atuam como afrodisíacos. Na década de 1970, as "copulinas" foram patenteadas como produtos que liberam feromônios humanos, com base em pesquisas em macacas mulattas. Subsequentemente, androstenona, suor axilar e "vomodors" foram reivindicados como feromônios humanos.
Apesar dessas alegações, nenhuma substância feromonal jamais demonstrou influenciar diretamente o comportamento humano em um estudo revisado por pares.
Usando uma técnica de imagem cerebral, pesquisadores suecos mostraram que quando homens homossexuais e heterossexuais são apresentados a dois odores que podem estar envolvidos na excitação sexual, seus cérebros tendem a responder de maneira diferente, e que os homens homossexuais tendem a responder da mesma maneira que as mulheres heterossexuais, embora não pudesse ser determinado se isso era causa ou efeito. O estudo foi expandido para incluir mulheres homossexuais; os resultados foram consistentes com os achados anteriores, o que significa que as mulheres homossexuais não eram tão responsivas aos odores masculinos identificados, enquanto sua resposta às pistas femininas era semelhante à dos homens heterossexuais. Segundo os pesquisadores, esta pesquisa sugere um possível papel dos feromônios humanos na base biológica da orientação sexual.

## Documentos vazados
Em ambos os documentos, foi levantada a possibilidade de que um forte afrodisíaco pudesse ser lançado sobre as tropas inimigas, idealmente um que também causaria "comportamento homossexual". Os documentos descreveram a arma afrodisíaca como "desagradável, mas completamente não letal".

## Prêmio IgNobel
O Wright Laboratory ganhou o satírico Prêmio IgNobel da Paz de 2007 por "instigar a pesquisa e o desenvolvimento de uma arma química — a chamada 'bomba gay'/'bomba poof ' — que fará com que os soldados inimigos se tornem sexualmente irresistíveis uns para os outros".